# Austropyrgus simsonianus
Austropyrgus simsonianus is een slakkensoort uit de familie van de Hydrobiidae. De wetenschappelijke naam van de soort is voor het eerst geldig gepubliceerd in 1875 door Brazier als Amnicola simsoniana.